# 노동보호법
노동보호법(勞動保護法)은 보통 근로계약관계에 수반하는 폐해의 제거를 목적으로 하는 법을 말한다. 사회보험·실업구제 등도 이제 포함되는데 근로자의 보호를 목적으로 한 법규 전체를 말한다. 이것은 근로계약내용에 국가가 직접 간섭하여 최저한도의 근로조건을 정하는 법이기 때문에 계약자유의 원칙을 제한하는 것이다. 이러한 의미에 있어서의 노동보호법으로서 노동기준법이 있다.

## 같이 보기
- 노동기준법